# Кобылаш, Максим Викторович
Максим Викторович Кобылаш (рум. Maxim Cobîlaș; род. 12 августа 1986 года, Сороки, Молдавия) — молдавский регбист, выступавший на позиции пропа (столба) за сборную Молдавии.

## Биография
Начал игровую карьеру в кишинёвском клубе «Блумарине» («USEFS-Blumarine» — команда Государственного университета физического воспитания и спорта), где играл его брат. Примерно через полгода уехал в Румынию, в клуб «Олимпия», где играл в молодежном составе. Затем перебрался в румынский «Стяуа». 
В 2009 году перешёл в российский клуб «ВВА-Подмосковье», в составе которого дважды выигрывал Чемпионат России по регби. Максиму одновременно поступили предложения от «ВВА» и «Красного Яра», однако он выбрал монинцев, так как там играл его брат Вадим, и их мать не хотела, чтобы братья играли друг против друга.
В 2013 все таки перебрался в «Красный Яр». В конце сезона 2014 года, по инициативе старшего брата решил попробовать свои силы в клубе «Сейл Шаркс» из Английской Премьер-лиги. В отличие от брата, не смог выиграть конкуренцию за место в стартовом составе и на поле появлялся крайне редко. 
Перед началом сезона 2016/2017 покинул «Сейл Шаркс». Новым местом работы регбиста стал «Макон» из Федераль 1 (третий дивизион Франции).
15 марта 2023 объявил о завершении карьеры игрока.

### Международная карьера
Выступает за сборную Молдавии.

### Семья
Есть старший брат Вадим Кобылаш, тоже регбист. Игроки вместе выступали за «ВВА-Подмосковье», «Сейл Шаркс», «Бордо-Бегль» и сборную Молдавии.

## Достижения
- Чемпионат России:
  -  Чемпион России: 2009, 2010, 2013
- Кубок России
  -  Победитель: 2010